# Miles in Tokyo
Albums de Miles Davis
Miles Davis In Concert, My Funny Valentine
(1964) Miles in Berlin
(1965)
Miles in Tokyo est l'enregistrement en public du Miles Davis Quintet le 14 juillet 1964 au Kohseinenkin Hall à Tokyo.

## Historique
C'est la suite de la tournée de Miles Davis au Japon commencée aux États-Unis.
C'est l'unique apparition dans le quintet du saxophoniste ténor Sam Rivers qui a remplacé George Coleman. Sam Rivers avait fait débuter Anthony Williams à l'âge de 13 ans dans son propre quartet.
Selon certaines sources[Lesquelles ?] George Coleman n'était jugé pas assez « free » par le jeune batteur Tony Williams qui l'aurait poussé vers la sortie. Tony Williams proposait vainement Eric Dolphy. Selon d'autres sources[Lesquelles ?] c'est Coleman lui-même qui aurait décidé de quitter la formation alors que Miles Davis avait cru avoir enfin trouvé SON quintet… Au retour de la tournée c'est Wayne Shorter qui sera adopté.
Le répertoire est assez classique et reprend la plupart des titres de Miles Davis Quintet, Philharmonic Hall at Lincoln Center, New-York City, 12 février 1964.
À noter la très belle version de My Funny Valentine par un Miles Davis au sommet de son art.

## Quintet
- Miles Davis (Trompette)
- Herbie Hancock (Piano)
- Ron Carter (Contrebasse)
- Sam Rivers (Saxophone ténor)
- Tony Williams (Batterie)

## Titres
1. Introduction by Teruo Isono - (1:10)
2. If I Were a Bell - (10:15)
3. My Funny Valentine - (12:48)
4. So What - (8:03)
5. Walkin' - (8:08)
6. All of You - (11:18)
7. Go-Go (Theme and Annoucement) - (1:20)

## Citation
« On est partis pour quelques concerts à Tokyo. C'était mon premier voyage au Japon. Frances nous a suivis, et a tout appris de la culture et de la nourriture japonaises. J'avais maintenant un road manager, Ben Shapiro, qui me soulageait de beaucoup de choses. On a joué à Tokyo et Osaka. (...) je respecte et adore les japonais. Des gens fantastiques. Ils m'ont toujours très bien traité. Les concerts ont remporté un immense succès. »

— MILES L'AUTOBIOGRAPHIE, Miles Davis avec Quincy Troupe. Presses de la Renaissance. 1989.